# 薛昂夫
薛昂夫（1267—1359），原名薛超吾，字昂夫，号九皋，回鹘（今维吾尔族）人，取其名字中第一个字「薛」为姓氏，又有汉姓马，故又名马昂夫、马九皋，元代散曲家。

## 生平
祖先內遷中原，居懷慶路（治所在今河南沁陽縣）。父封覃国公。早年為刘辰翁门下，有詩名，與张可久， 萨都剌等相酬和。《太和正音谱》将他一分為三人，称“马九皋之词，如松阴鸣鹤”，“薛昂夫之词，如雪窗翠竹”，“马昂夫之间，如秋兰独茂”。陈垣在其名著《元西域人华化考》一书中，分別论列了薛昂夫與马九皋。孙楷第据萨都剌《寄马昂夫总管》诗及钱大昕《元史氏族表》，認定马昂夫、薛昂夫為同一人。其号曰九皋，故又称马九皋。